# Iyeoka Okoawo
Iyeoka Okoawo (Boston, 1975. április 28. –) nigériai-amerikai énekesnő, költő.
Szülei a nigériai Edo államból származnak. Négy gyermek közül harmadikként született. Mielőtt zenei pályára lépett, gyógyszerészként dolgozott. A zenész karriert a Funk Tribe The Rock szólistájaként kezdte.

## Lemezek
- Black & Blues (2004)
- Hum the Bass Line (2008)
- Say Yes (2010)
- Say Yes Evolved (2014)
- Gold (2016)